# Suffern
Suffern är en ort (village) i Ramapo kommun i Rockland County i delstaten New York. Vid 2020 års folkräkning hade Suffern 11 441 invånare.